# Via Aurelia

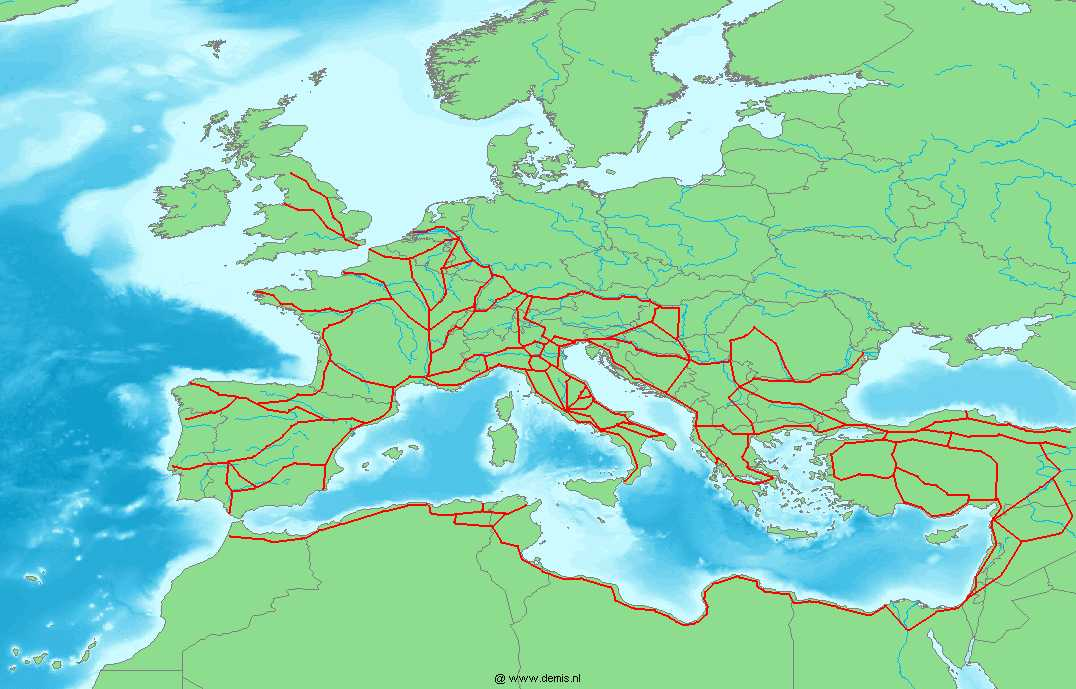
Übersicht des Straßennetzes im Römischen Reich im Jahre 125 n. Chr. (siehe auch Liste der Römerstraßen) unter Kaiser Hadrian

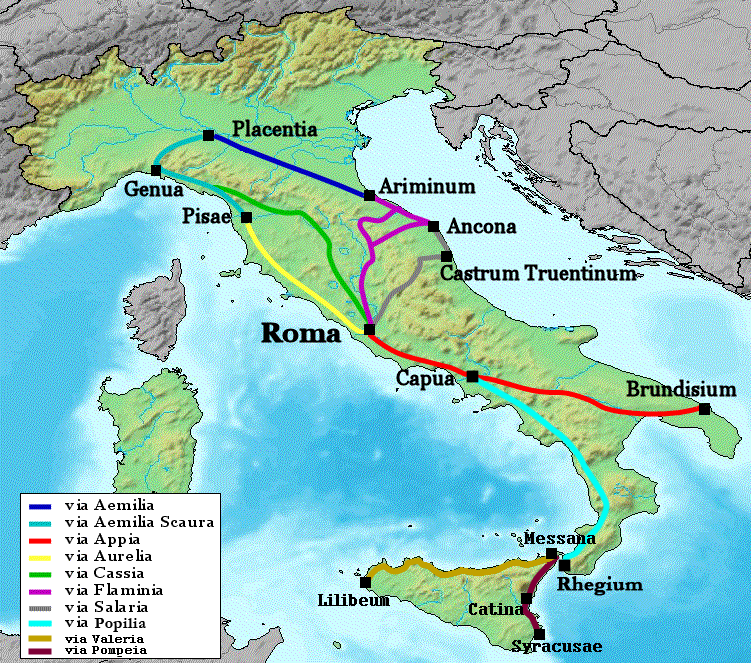
Die Via Aurelia (in gelb) im römischen Straßennetz

Die Via Aurelia (deutsch Aurelische Straße) ist eine Römerstraße, die der Censor Gaius Aurelius Cotta im Jahr 241 v. Chr. in Auftrag gab. Sie verlief im Endausbau von Rom aus die Küste entlang bis Pisae (Pisa) bzw. Luna (Luni).
Erst in späterer Zeit wurde der Name Via Aurelia auf ihre Fortsetzung, den küstennahen Teil der Via Aemilia Scaura und die Via Julia Augusta, ausgedehnt, wodurch sich die Via Aurelia schließlich bis hinter Arelate (Arles) erstreckte, um dort Anschluss an die Via Domitia zu finden. Die Strecke von Rom bis Arles beträgt 962 Kilometer.
Im modernen Italien ist die Via Aurelia als Staatsstraße 1, SS 1 Via Aurelia, eine wichtige Fernverkehrsstraße, die im Wesentlichen auf der antiken Trasse Rom mit der Hafenstadt Civitavecchia verbindet und weiter entlang der Küste bis nach Ventimiglia und nach Frankreich führt.

## Verlauf in Italien
Die Via Aurelia wurde ursprünglich als Verbindungsstraße nach Cerveteri geplant, dann aber bis zur Militärkolonie von Cosa (heute Teil von Orbetello) verlängert.
Ursprünglich begann sie in Rom am Pons Aemilius, der ältesten Steinbrücke über den Tiber. Mit dem Bau der Aurelianischen Mauer verließ sie durch die Porta Aurelia, die heutige Porta San Pancrazio, die Stadt und verlief von dort aus nach Westen.
Mit dem Bau des Pons Aelius im Jahr 134 n. Chr. wurde der Beginn der Straße dorthin verlegt und der neue Verlauf als Via Aurelia nova bezeichnet. Die alte Straße erhielt den Namen Via Aurelia vetus oder Via Aurelia antica. Für die im 3. Jahrhundert erbaute Porta Cornelia am Pons Aelius bürgerte sich ebenfalls der Name Porta Aurelia ein.
Die moderne Via Aurelia beginnt an der (vermauerten) Porta Cavalleggeri in der Leoninischen Mauer südlich des Petersdoms. Sie verläuft auf der Trasse der antiken Via Aurelia nova nach Westen. Die Via Aurelia Antica beginnt heute an der Porta San Pancrazio, verläuft nördlich der Villa Doria Pamphili und mündet kurz danach in die Via Aurelia. Diese ist die Haupterschließungsstraße des Quartiers Aurelio.
Ab der modernen Umgehungsstraße Circonvallazione Aurelia ist die Via Aurelia als Staatsstraße Strada Statale 1 Via Aurelia (SS 1) klassifiziert. Die Kilometrierung beginnt jedoch, wie bei den Konsularstraßen üblich an der Piazza Venezia. Sie erreicht den Autobahnring GRA bei der Auffahrt 1 Aurelia und ist bis zur Autobahnauffahrt Torrimpietra an der A12 Autostrada Azzurra mehrspurig ausgebaut.
Ab Torrimpietra (km 22), Stadtteil von Fiumicino, verläuft die Via Aurelia entlang der Küste und berührt oder streift in ihrem weiteren Verlauf folgende Orte bzw. Landschaften:
- Palidoro (km 26)
- Ladispoli (km 45)
- Cerveteri (km 46)
- Santa Severa (das antike Pyrgi, km 51)
- Santa Marinella (km 60)
- Civitavecchia (km 71)
- Terme Taurine (das antike Aquae Tauri, km 72)
- Tarquinia (km 101)
- die Maremma
- Capalbio (km 132)
- Orbetello (km 141)
- Talamone (km 165)
- Vetulonia (km 207)
- Populonia (km 249)
- bei Vada Volterrana verlässt die Via Aurelia heute die Küste und strebt auf Pisa zu
- Pisa (km 336 – Pisa war zur Zeit der Römer eine Hafenstadt an der Mündung des Arno)
- Viareggio (km 367)
- Luni (km 399)
- Genua (km 501)
- Savona (km 546)
- Albenga (km 588)
- Sanremo (km 640)
- Ventimiglia (km 655)

## Verlauf in Frankreich
In Frankreich durchquert die Via Aurelia die Städte Nizza, Marseille und Arles; nordwestlich von Arles findet sie dann Anschluss an die Via Domitia. Sie folgt an der Côte d’Azur der Grande Corniche, dann der heutigen Route nationale 7 bis Aix-en-Provence, um von dort auf zwei Strecken in die Nähe von Arles zu gelangen:
- Cap Martin
- La Turbie
- Cimiez (Cemenelum, km 687, heute Ortsteil von Nizza)
- Antibes (Antipolis)
- Fréjus (Forum Iulii, km 742 – hier verlässt die Via Aurelia ein weiteres Mal die Küste und verläuft bis Vidauban das Tal des Argens hinauf)
- Le Muy
- Vidauban (Forum voconii)
- Le Luc
- Cabasse (Matavo)
- Brignoles
- Tourves (Turris)
- Aix-en-Provence (Aquae Sextiae)
- In Aix begann eine südliche Abzweigung nach
  - Marseille (Massilia)
  - Vitrolles
  - Fos-sur-Mer und
  - Arles (Arelate, km 962 – die Stadt wurde von Südosten über die Alyscamps und die sich daran anschließende Avenue des Alyscamps erreicht)
  - Saint-Gabriel (Ernaginum, der größte gallorömische Straßenknotenpunkt, wo die Via Aurelia auf die Via Domitia trifft, und auch die beiden Abzweigungen wieder zusammentreffen, heute südöstlicher Ortsteil von Tarascon).
- sowie eine nordwestliche Abzweigung nach
  - Eguilles
  - Salon-de-Provence (Pisaris)
  - Aureille (!)
  - Mouriès
  - Maussane-les-Alpilles (die Via Aurelia verläuft südlich des Ortes)
  - Paradou
  - Saint-Gabriel (Ortsteil von Tarascon).